# Dans le vent (émission de radio)
Dans le vent est une émission de radio diffusée sur Europe N°1 de 1963 à 1968. Elle a été créée par le journaliste et animateur Michel Cogoni (vainqueur en 1959 de la Coupe des meneurs de jeu de la station), qui l'a animée au début.
En 1965, c'est Hubert Wayaffe qui le remplace, jusqu'à la suppression de l'émission.
L'indicatif musical de l'émission était « Green Onions » par Booker T.& the M.G.'s.